# Ecnomus atratus
Ecnomus atratus là một loài Trichoptera trong họ Ecnomidae. Chúng phân bố ở miền Australasia.